# 木卫二紫外光谱仪
木卫二紫外光谱仪(Europa-UVS)是一台搭载在前往探索木卫二的欧罗巴快船上的紫外光谱成像仪，它将能探测到小型喷发羽流，并提供有关木卫二稀薄的外大气层成分和动态变化数据。
首席研究员是美国西南研究院的"库尔特·雷瑟福德"(Kurt Retherford)博士，设备工程师为喷气推进实验室的”劳拉·琼斯·威尔逊“(Laura Jones Wilson)。

## 概述
木卫二紫外光谱仪继承了一系列成功的紫外成像光谱仪的技术(如罗塞塔号”爱丽丝“紫外成像光谱仪、新视野号”爱丽丝“紫外成像光谱仪、月球勘测轨道飞行器莱曼阿尔法测绘装置、朱诺号紫外线成像光谱仪和木星冰月探测器紫外成像光谱仪)。该设备沿7.5°狭缝，在55-210纳米波长范围内观察光子，并采用抗辐射集成电路，以满足辐射环境的要求。
木卫二紫外光谱仪提供了额外的能力来定位和描述从木卫二表面喷发的羽流，同时还将研究木卫二大气层、地表构成和化学成分，研究能量和质量如何在该卫星及其周围环境中流动。
该仪器是一台灵敏的成像光谱仪，可在55～210纳米的紫外光谱范围内观察，光谱分辨率<0.6纳米。该仪器没有扫描镜，因此航天器必须具备获得卫星完整空间图像的机动能力。

## 目标
木卫二紫外光谱仪研究的科学目标是：
- 检测木卫二大气构成及化学成分、来源和散失、结构和变化。
- 从全球分布、结构、组成和变化方面寻找并描述活跃羽流。
- 探索地表成分和微物理及其与内生和外成过程的关系。
- 研究能量和质量在木卫二大气中、中性云和等离子环以及木星上流动的痕踪迹。